# Thomas Morgan (militare)
Thomas Morgan (Galles, 1542 – Inghilterra, 1595) è stato un generale gallese.

## Biografia
Nato in Galles, Morgan si era offerto come volontario e combatté contro gli spagnoli dallo scoppio della guerra degli ottant'anni al fianco degli olandesi, distinguendosi in battaglie come la liberazione di Goes del 1572, la difesa di Delft del 1573 e la vittoria navale dello Scheldt l'anno successivo.
Morgan venne nominato governatore della guarnigione inglese di stanza a Bergen op Zoom, nei Paesi Bassi, dal 1587 rimanendo in carica sino al 1593. Durante questo periodo fu in grado, con l'aiuto di Lord Willoughby, di infliggere una pesante sconfitta ad Alessandro Farnese, duca di Parma e comandante delle forze spagnole, il quale tentava di assediare la città nel settembre del 1588.
Fu politico e membro del parlamento d'Inghilterra per la costituente di Shaftesbury nel 1571 e per quella di Wlton nel 1593.